# Louis C.K.

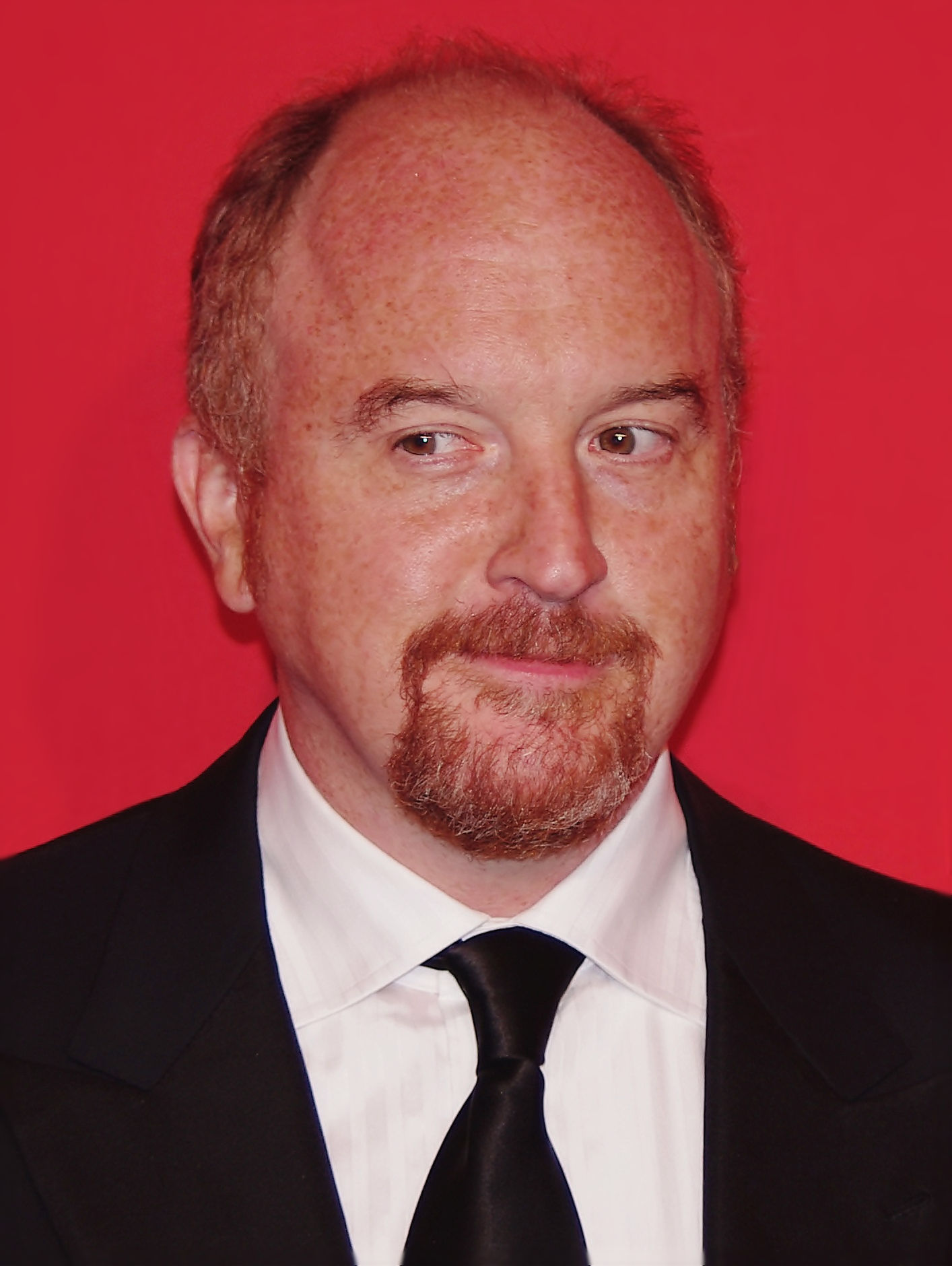
Louis C.K. (2012)

Louis C.K., bürgerlich Louis Székely (* 12. September 1967 in Washington, D.C.), ist ein US-amerikanisch-mexikanischer Stand-up-Comedian, Schauspieler, Drehbuchautor, Regisseur und Produzent. Neben seinen Comedy-Programmen ist er besonders für seine autobiographisch gefärbte Fernsehserie Louie bekannt, in der er die Hauptrolle spielte und auch für Regie und Drehbuch verantwortlich zeichnete.

## Leben
C.K.s Bühnenname ist eine englische Annäherung an die richtige Aussprache seines ungarischen Nachnamens Székely. Er wurde in Washington, D.C. geboren, verbrachte aber seine frühe Kindheit in Mexiko-Stadt und ist mexikanischer Staatsbürger. Seine Mutter Mary Louise (geb. Davis), eine Softwareentwicklerin, ist US-Amerikanerin irischer Abstammung, sein Vater Luis Szekely ein mexikanischer Wirtschaftswissenschaftler jüdisch-ungarischer Abstammung. C.K.s Eltern lernten sich an der Harvard University kennen.
Im Alter von sieben Jahren zog C.K. mit seinen Eltern von Mexiko nach Boston und entwickelte den Wunsch, Autor und Komiker zu werden. Inspiriert wurde er dabei besonders von Bill Cosby, Richard Pryor und George Carlin. Als er zehn Jahre alt war, ließen sich seine Eltern scheiden. C.K. und seine drei Geschwister wuchsen danach bei der Mutter in Newton, Massachusetts auf.
Nach seinem Schulabschluss an der Newton North High School arbeitete C.K. als Kfz-Mechaniker in Boston. Sein erster Anlauf als Stand-up-Comedian war 1984 bei einer Offenen Bühne, wo ihm fünf Minuten Zeit gegeben wurde, er jedoch lediglich für zwei Minuten Material hatte. Diese Erfahrung hielt ihn für die nächsten zwei Jahre von der Comedy fern. Allmählich schaffte es C.K., bezahlte Gigs zu bekommen. Er trat auf verschiedenen Bühnen auf und als Opener für Jerry Seinfeld, bis er 1989 nach Manhattan zog.

## Karriere

### Autor

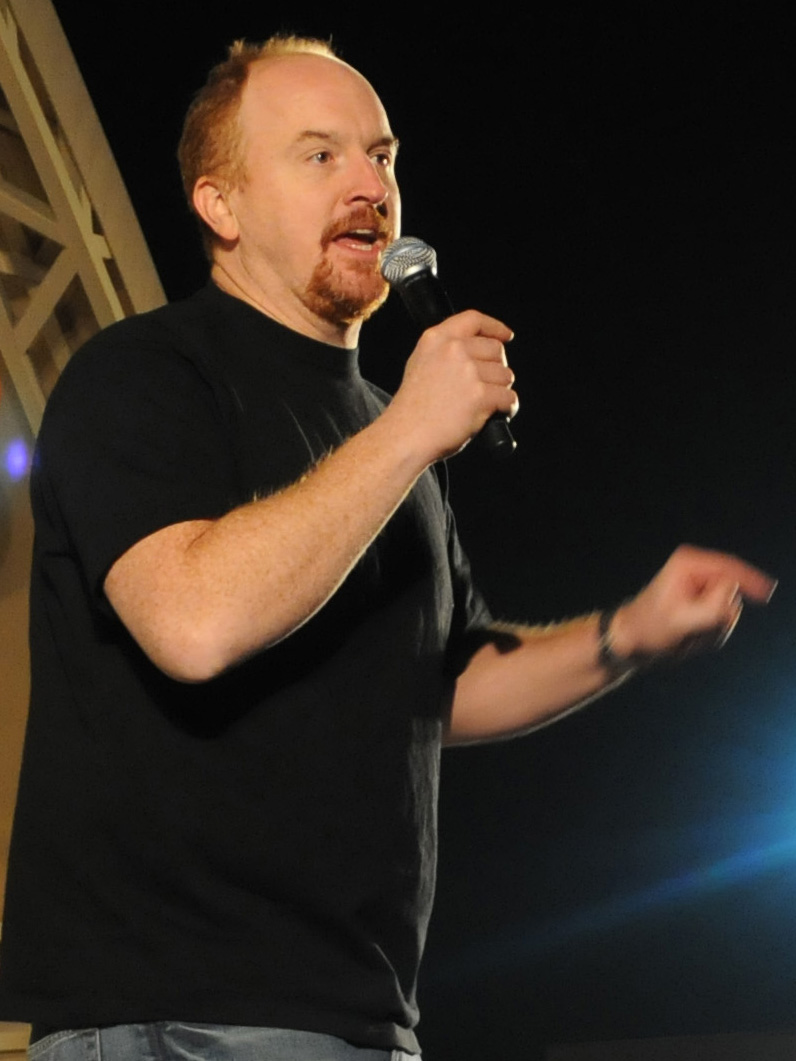
Louis C.K. (2008)

C.K. war unter anderem Autor für The Late Show with David Letterman, Late Night with Conan O’Brien, The Dana Carvey Show und die The Chris Rock Show. Seine Arbeit für die The Chris Rock Show wurde drei Mal für einen Emmy Award nominiert und gewann 1999 in der Kategorie „Best Writing in a Variety or Comedy Series“. Für seine Arbeit für Late Night with Conan O'Brien wurde er ebenfalls für einen Emmy Award nominiert. Sein Spielfilm Pootie Tang basiert auf einem Sketch in der The Chris Rock Show von Chris Rock. Dieser Film erhielt sehr negative Kritiken, wurde jedoch ein Kultfilm. 1998 schrieb er den Independent-Schwarz-Weiß-Film Tomorrow Night und führte ebenfalls Regie. Dieser Film hatte seine Premiere auf dem Sundance Film Festival. Er schrieb auch diverse Kurzfilme, u. a. 1995 sechs für die Sketchshow Sunny Skies 2008 wurde er erneut für einen Emmy nominiert, für seine Arbeit Chewed Up. C.K. war 2001 Koautor für Chris Rocks, Down to Earth und 2007 Ich glaub, ich lieb meine Frau.

### Stand-up
C.K. tritt wiederholt als Stand-up Comedian auf in Shows wie Late Show with David Letterman, Late Night with Conan O’Brien, Lopez Tonight, The Tonight Show with Jay Leno oder in Jimmy Kimmel Live!. August 2005 nahm C.K. im halbstündigen HBO special One-Night-Stand teil. 2006 erschien C.K.s eigenes einstündiges HBO-Special Shameless. Am 1. März 2008 nahm Louis sein Stand-up-Special Chewed Up auf, das am 4. Oktober auf Showtime ausgestrahlt wurde. Dafür wurde er erneut für einen Emmy nominiert in der Kategorie „Outstanding Writing in a Comedy or Variety Special“. Am 18. April 2009 nahm Louis ein Stand-up-Special mit dem Titel Hilarious auf, das 2010 veröffentlicht wurde. Dies ist der erste Stand-Up-Beitrag, der in Sundance akzeptiert wurde.
2010 beschrieb C.K. in einem Interview seine Rückkehr zum Stand-Up als eine eineinhalbjährige Arbeit, um die Scheidung von seiner Ehefrau zu verarbeiten. Ein Teil seiner Vorbereitung für seine Auftritte war Boxtraining u. a. mit dem Boxer Micky Ward. Sein Ziel war „learn how to … do the grunt work and the boring, constant training so that you'll be fit enough to take the beating.“

### Schauspiel
Im Juni 2006 kreierte C.K. die Sitcom Lucky Louie. Die Serie feierte Premiere auf HBO und wurde vor Livepublikum aufgezeichnet; es war HBOs erste Serie in diesem Format. Lucky Louie ist ein „realistisches Porträt von Familienleben“. HBO setzte die Serie nach der ersten Staffel ab. In Vorbilder?! spielte er einen Angestellten eines Sicherheitsdienstes. Außerdem spielte er eine Nebenrolle in Parks and Recreation.
Im August 2009 erschien auf FX seine neue Serie Louie, die C.K. schreibt, für die er Regie führt und auch die Hauptrolle spielt. Die Show feierte am 29. Juni 2010 Premiere. Die ersten drei Staffeln bestehen jeweils aus dreizehn Episoden. Die Serie beschreibt das Leben eines geschiedenen und alternden Vaters. C.K. spielt auch in den Filmen Willkommen zu Hause Roscoe Jenkins, Memories to Go – Vergeben... und vergessen! und Lügen macht erfinderisch. Für Louie wurde C.K. im Juli 2011 für einen Primetime Emmy Award in der Kategorie „Outstanding Lead Actor in a Comedy Series“ nominiert.
2016 veröffentlichte C.K. die komödiantisch angehauchte Dramaserie Horace and Pete, bei der er für Idee, Drehbuch und Regie verantwortlich war. C.K. und Steve Buscemi spielen darin zwei Cousins, die gemäß einer Familientradition eine Bar in Brooklyn leiten und dabei mit dem Konflikt zwischen Tradition und Moderne zu kämpfen haben. Neben C.K. und Buscemi sind unter anderem Alan Alda, Steven Wright und Jessica Lange zu sehen. Die Serie wurde von C.K. selbst finanziert und ausschließlich über seine Website vertrieben. 

### Andere Arbeiten
- C.K. trat als Synchronsprecher in der Cartoon-Serie Home Movies auf und wiederholt in Dr. Katz, Professional Therapist.
- C.K. tritt zusammen mit seinem Co-Star aus Lucky Louie, Jim Norton, häufig als Gast in der Radiosendung Opie and Anthony auf. Er war auch 2007 zusammen mit anderen Comedians Teil der Opie and Anthony's Traveling Virus Comedy Tour.
- Während eines Interviews mit dem US-Verteidigungsminister Donald Rumsfeld während der Opie and Anthony Radio Show, fragte Louis C.K. Rumsfeld, ob er tatsächlich ein „Mexican baby-eating space lizard, who eats the poor“ (also eine „Weltraum-Echse, die mexikanische Babys und arme Leute frisst“) sei.[21] Rumsfeld verweigerte darauf eine Antwort, was Louis C.K. zum Anlass nahm, ihn wiederholt darauf anzusprechen, weil es ihm unverständlich war, wieso Rumsfeld die Anschuldigung nicht verneine.
- C.K. ist gelegentlicher Gast bei der Bob and Tom Radio Show.
- C.K. startete seinen eigenen Youtube-Kanal mit Sketchen und Kurzfilmen, die er in der Anfangszeit seiner Karriere erstellt hatte.

## Persönliches

### Privatleben
C.K. war mit der Künstlerin und Malerin Alix Bailey verheiratet, von der er sich 2008 scheiden ließ. Aus dieser Ehe hat er zwei Töchter und teilt sich das Sorgerecht.

### Skandal wegen sexueller Belästigung
Am 9. November 2017 veröffentlichte die New York Times einen Bericht, demzufolge fünf Frauen C.K. vorwarfen, sie im Laufe der Jahre sexuell belästigt zu haben. Insbesondere gaben die beiden Komikerinnen Dana Min und Julia Wolov an, C.K. habe sich im Jahr 2002 vor ihnen entblößt und masturbiert. Auch Rebecca Corry und Abby Schachner berichteten von ähnlichen Vorkommnissen, erwähnten auch, dass sich C.K. später bei ihnen entschuldigt habe. Die Premierenfeier zu C.K.s Film I Love You, Daddy sowie mehrere Fernsehauftritte des Komikers wurden daraufhin abgesagt. Am 10. November 2017 räumte er gegenüber der Huffington Post in einer schriftlichen Stellungnahme ein, dass die Anschuldigungen gegen ihn den Tatsachen entsprächen, drückte sein Bedauern aus und kündigte an, sich bis auf Weiteres aus der Öffentlichkeit zurückzuziehen. Netflix und die Sender HBO und FX gaben zudem das Ende der Zusammenarbeit mit Louis C.K. bekannt.
Ab 2018 trat er erneut als Stand-up-Comedian auf und kündigte für 2019 eine internationale Tour an. Außerdem veröffentlichte er mit Sincerely Louis C.K. (2020) und Sorry (2021) zwei neue Specials auf seiner Webseite, in denen er auch auf den Skandal eingeht.

## Diskografie
- The Short Films of Louis (2000) (DVD)
- Live In Houston (2001) (CD)
- One Night Stand (2005) (DVD)
- Shameless (2007) (DVD)
- Chewed Up (2008) (CD/DVD)
- Hilarious (2009) (CD/DVD)
- Word: Live at Carnegie Hall (2010) (MP3-Download)
- Live at the Beacon Theater (2011) (Video-Download)
- Louis C.K.: Oh My God – Phoenix, AZ (2013) (Video-Download)
- Louis C.K.: Live at the Comedy Store (2015) (Video-Download)
- Back to the Garden (2023) (Video-Stream/-Download)
- Louis C.K. at The Dolby (2023) (Video-Stream/-Download)

## Filmografie

### Als Schauspieler
- 1996: The Dana Carvey Show (TV-Serie, drei Folgen)
- 1996–1997: Dr. Katz, Professional Therapist (TV-Serie, zwei Folgen)
- 2002: Home Movies
- 2006–2007: Lucky Louie
- 2008: Memories to Go – Vergeben... und vergessen! (Diminished Capacity )
- 2008: Willkommen zu Hause, Roscoe Jenkins (Welcome Home, Roscoe Jenkins)
- 2008: Vorbilder?! (Role Models)
- 2009: Lügen macht erfinderisch (The Invention of Lying)
- 2009: Parks and Recreation (TV-Serie, fünf Folgen)
- 2010–2015: Louie
- 2013: Blue Jasmine
- 2013: American Hustle
- 2015: Trumbo
- 2016: Horace and Pete
- 2016: Pets (The Secret Life of Pets)

### Als Drehbuchautor
- 2001: Einmal Himmel und zurück (Down to Earth) (Drehbuch)
- 2001: Pootie Tang (Drehbuch und Regie)
- 2007: I Think I Love My Wife (Drehbuch)
- 2016: Horace and Pete (Drehbuch und Regie)

### TV-Shows
- 1993–1994: Late Night with Conan O’Brien
- 1996: HBO – One Night Stand (Stand-up Special)
- 1997: The Chris Rock Show
- 2001: Comedy Central Presents (Stand-up Special)
- 2005: HBO – One Night Stand (Stand-up Special)
- 2007: Shameless (Stand-up Special)
- 2008: Chewed Up (Stand-up Special)
- 2011: Hilarious (Stand-up Special)
- 2017: 2017 (Stand-up Special)
- 2020: Sincerely Louis C.K. (Stand-up Special)
- 2021: Sorry (Stand-up Special)